# Domingo Bertolo
Domingo Bertolo (Rosario, 25 maggio 1913 – ...) è stato un calciatore argentino, di ruolo centrocampista.
Fratello minore di César, era conosciuto anche come Bertolo II. Giunto in Italia, il suo prenome venne italianizzato in Domenico.

## Carriera
Iniziò la carriera da calciatore, in Italia, con la maglia de La Chivasso, insieme al fratello César nella stagione 1929-1930 in Terza Divisione, ottenendo un secondo posto che valse il passaggio in Seconda Divisione, disputò ancora, nelle file de La Chivasso la stagione 1930-1931. Si trasferì al Torino nella stagione 1932-1933, raggiungendo il fratello. Giocò in Prima Divisione con la Biellese ed in Serie C con la Sanremese; con questi ultimi disputò tre campionati di Serie B per un totale di 68 presenze ed una rete.
Terminata la carriera da calciatore, fu presidente della Sanremese nella stagione 1949-1950.

## Palmarès

### Club

#### Competizioni nazionali
- Serie C: 1

Sanremese: 1936-1937
- Prima Divisione: 1

Sanremese: 1934-1935 (girone D)